# FC Okzhetpes Kokshetau
El Football Club Okzhetpes Kokshetau (en kazajo: Оқжетпес Футбол Клубы) es un equipo de fútbol de Kazajistán que juega en la Super Liga de Kazajistán, la primera categoría de fútbol en el país. Cuenta además con un equipo femenino.

## Historia
Fue fundado en 1968 en la ciudad de Kokshetau con el nombre Torpedo. Desde 1992, los jugadores de Kokshetau han estado jugando en la liga más alta del campeonato nacional de la República de Kazajistán.
En ese tiempo, el equipo ha tenido varios nombres, los cuales han sido:
- 1968 : Creado como Torpedo
- 1990 : Spartak
- 1991 : Kokshetau
- 1994 : Kokshe
- 1997 : Avtomobilist y trasladado a Shortandy (suburbio de Astana)
- 1998 : Khimik y trasladado a Stepnogorsk
- 1999 : Akmola
- 2000 : Retorna a Kokshetau
- 2001 : Esil
- 2004 : Okzhetpes

## Palmarés
- Primera División de Kazajistán: 3

2014, 2018, 2024